# Lo spettro bianco a Saint Moritz
Lo spettro bianco a Saint Moritz è un mediometraggio muto italiano del 1914 diretto da Alfredo Robert.